# 849
Năm 849 là một năm trong lịch Julius.